# Marie-Charlotte Léger
Marie-Charlotte Léger (* 13. März 1996 in Abbeville) ist eine französische Fußballspielerin, die die Position einer Stürmerin bekleidet. Zur Saison 2019/20 kehrte sie zum HSC Montpellier zurück.

## Vereinskarriere
Marie-Charlotte Léger spielte ab ihrem siebten Lebensjahr beim Athletic Club aus Fressenneville und von 2009 bis kurz nach ihrem 16. Geburtstag beim größten Verein ihrer picardischen Geburtsstadt, dem SC Abbeville. Dann holte sie der Zweitdivisionär FCF Hénin-Beaumont in den Norden Frankreichs. Bereits in ihrer ersten Spielzeit, nach deren Ende der FCF in die höchste Liga zurückkehrte, war sie in der Hälfte der Punktspiele in der ersten Frauschaft zum Einsatz gekommen und hatte in elf Partien neun Tore erzielt. In der folgenden Erstligasaison brachte Léger es sogar auf 17 Einsätze, wenn auch mit nur vier Treffern. Da ihr Klub prompt wieder abstieg, schloss sie sich 2014 dem Aufsteiger FC Metz an, der gerade die Frauenabteilung der AS Algrange aufgenommen hatte. In Metz hat sie auch mit der Ausbildung zur Sportlehrerin begonnen. Nach diesmal acht eigenen Torerfolgen bei ihren 20 Partien in der Division 1 stieg sie auch mit den Lothringerinnen wieder ab, und die neunzehnjährige Stoßstürmerin wechselte 2015 zum Spitzenklub Montpellier HSC, ihrem bereits dritten Erstligisten, bei dem sie einen Vierjahresvertrag unterzeichnete. Dort bildete sie gemeinsam mit der noch drei Monate jüngeren Valérie Gauvin ein enorm torgefährliches Angriffsduo. Allerdings hatte sie es in den folgenden beiden Jahren schwer, sich gegen ihre Konkurrentinnen, zu denen auch die junge Lindsey Thomas sowie die beiden Schwedinnen Sofia Jakobsson und Stina Blackstenius zählten, durchzusetzen. Deshalb löste sie ihren Vertrag 2018 vorzeitig auf und schloss sich dem FC Fleury an, kehrte allerdings nach einem Jahr nach Montpellier zurück. Der MHSC lieh sie Anfang 2021 an den Ligakonkurrenten ASJ Soyaux aus.

### Stationen
- AC Fressenneville (2002–2009, als Kind und Jugendliche)
- SC Abbeville (2009–2012, als Jugendliche)
- FCF Hénin-Beaumont (2012–2014)
- FC Metz (2014/15)
- HSC Montpellier (2015–2018)
- FC Fleury (2018/19)
- HSC Montpellier (2019–Dezember 2020)
- ASJ Soyaux (ab Januar 2021)

## Als Nationalspielerin
Marie-Charlotte Léger spielt seit ihrer Zeit als B-Jugendliche für die jeweiligen französischen Jahrgangsauswahlteams. In der U-16 brachte sie es auf sechs Einsätze mit vier Treffern, in der U-17 auf sieben Begegnungen, in denen sie dreimal traf. Mit der A-Jugend-(U-19-)Auswahl hat sie bisher 14 Partien bestritten und darin 13 Tore erzielt. (Stand: 24. Juli 2015)
Bei der Jahrgangseuropameisterschaft 2015 war sie Spielführerin der Bleuettes – als „Bläuchen“ werden die Auswahlteams U-19 und U-20 in wortspielerischer Anlehnung an die A-Elf der Frauen (les Bleues) bezeichnet – und mit drei Treffern erneut Frankreichs beste Torjägerin; dennoch wurde sie bei diesem Turnier in Israel zur tragischen Figur. Denn im mit 4:5 verlorenen Elfmeterschießen des Halbfinals gegen Spanien verschoss sie, die als letzte Schützin angetreten war, als einzige Französin. Bei der U-20-WM 2016 bestritt sie sämtliche sechs Spiele, zur Hälfte in der Startformation, erzielte ein Tor und wurde Vizeweltmeisterin.
Zu ihrer ersten Berufung in die A-Nationalmannschaft kam die ehrgeizige Marie-Charlotte Léger, die als ihr großes Ziel die Teilnahme an der Weltmeisterschaft 2019 im eigenen Land angibt, im September 2015, als Trainer Philippe Bergeroo die 19-Jährige gegen Brasilien für die Schlusssekunden einwechselte; dabei hatte sie keinen einzigen Ballkontakt mehr. Einen Monat später stand sie in ihrem zweiten Länderspiel immerhin für zehn Minuten auf dem Feld. Bergeroo lobte anschließend ihre „Durchsetzungsfähigkeit und ihren außergewöhnlich starken linken Fuß“. Nach einer anderthalbjährigen Unterbrechung ermöglichte die neue Trainerin Corinne Diacre Léger Anfang 2018 wieder zwei Kurzeinsätze. Seither spielte sie in Diacres Kaderplanungen aber keine wesentliche Rolle mehr, ohne ganz aus deren Blickfeld verschwunden zu sein. So fand sie im Februar und März 2019 beim Turkish Women’s Cup gegen allerdings nur zweit- bis drittklassige Gegnerinnen zumindest noch in der französischen B-Nationalmannschaft Berücksichtigung.
Mittlerweile hat sie neun Spiele mit einem Treffer für Frankreichs A-Elf bestritten. (Stand: 6. April 2018)